# 前308年
| 千纪： | 前1千纪 |
| 世纪： | 前5世纪 \| 前4世纪 \| 前3世纪 |
| 年代： | 前330年代 \| 前320年代 \| 前310年代 \| 前300年代 \| 前290年代 \| 前280年代 \| 前270年代                                                                                      |
| 年份： | 前313年 \| 前312年 \| 前311年 \| 前310年 \| 前309年 \| 前308年 \| 前307年 \| 前306年 \| 前305年 \| 前304年 \| 前303年                                                        |
| 纪年： | 周赧王七年 魯平公十五年 齊宣王十二年 趙武靈王十八年 魏襄王十一年 韓襄王四年 秦武王三年 楚懷王二十一年 宋康王二十一年 衛嗣君二十七年 燕昭王六年 越王無彊三十五年 中山王𧊒二年 |

## 大事记
- 秦、魏會於應。
- 秦國與韓國爆發宜陽之戰，秦武王使甘茂約魏以伐韓，而令向壽輔行。甘茂至魏，令向壽還，謂王曰：「魏聽臣矣，然願王勿伐！」王迎甘茂於息壤而問其故。對曰：「宜陽大縣，其實郡也。今王倍數險，行千里，攻之難。魯人有與曾參同姓名者殺人，人告其母，其母織自若也。及三人告之，其母投杼下機，逾牆而走。臣之賢不若曾參，王之信臣又不如其母，疑臣者非特三人，臣恐大王之投杼也。魏文侯令樂羊將而攻中山，三年而拔之。反而論功，文侯示之謗書一篋。樂羊再拜稽首曰：『此非臣之功，君之力也。』今臣，羈旅之臣也，樗裡子、公孫奭挾韓而議之，王必聽之，是王欺魏王而臣受公仲侈之怨也。」王曰：「寡人弗聽也，請與子盟。」乃盟於息壤。秋，甘茂、長封帥師伐宜陽。
- 托勒密一世將勢力抗展至愛琴海及賽普勒斯，從安提柯的手中解放安德羅斯島，再策反附屬於卡山德的克拉特西波麗絲，與她達成協議使科林斯和西库翁納入自己的統治之下。

## 出生
- 托勒密二世（與姐姐戀愛的人）（前308年—前246年），埃及托勒密王朝的第二位法老（公元前285年—公元前246年在位）。